# Морський півень габонський
Морський півень габонський (Chelidonichthys gabonensis) — вид з родини триглові, які родом з Центральної, Східної та Західної частин Атлантичного океану, де вони зустрічаються на глибинах від 15 до 200 м, а також біля Кабо-Верде у Гвінейській затоці. Загальна довжина — максимум 32 см, зазвичай близько 20 см. Цей вид має комерційне значення.